# Калот звичайний
{{#ifeq:0|0|{{#if:|{{#if:Calotescalotes|[[]}}|}}}}
Калот звичайний (Calotes calotes) — представник роду калотів з родини Агамових.

## Опис
Загальна довжина сягає 65 см. Має гладеньку, нерівну голову, увігнутий лоб, опухлі щоки. Тулуб стиснутий, спинна луска велика та слабкокілевата, іноді гладенька. Особливістю калота звичайного є наявність гребеня, який тягнеться вздовж тулуба. На шиї гребінь досить високий, проте поступово зменшується. Кінцівки помірні, третій і четвертий пальці майже рівні, проте четвертий палець помітно довше третього пальця лапи. Має дуже довгий та стрункий хвіст. 
Спина має яскраво-зелений колір з 5—6 білими, кремовими або темно-зеленими поперечними смугами. Часто смуги простягаються й на хвіст. Голова жовтувато- або бурувато-зеленого забарвлення. Під час парування голова і горло у самців яскраво-червоні. Черево блідо-зелене, хвіст світло-коричневий. Молоді калоти білуваті з однією смугою. 

## Спосіб життя
Мешканець тропічних лісів. Більшу частину життя проводить на деревах. Ховається у дуплах та серед гілля. Харчується комахами, безхребетними, дрібними ящірками.
Це яйцекладні ящірки. Самиця відкладає до 20 яєць.

## Розповсюдження
Мешкає у південній Індії та на о. Шрі-Ланка.